# Calpinactam
Calpinactam ist ein Antibiotikum, das 2009 aus dem Pilz Mortierella alpina von einer Gruppe um den Japaner Hiroshi Tomoda (* 1955) isoliert wurde. Das Besondere an diesem Hexapeptid ist, dass der C-Terminus von α-Amino-ε-caprolactam gebildet wird, das aus Lysin gewonnen werden kann. Wirksam ist es in vitro gegen die Bakterienarten Mycobacterium smegmatis und Mycobacterium tuberculosis. 2012 gelang der Gruppe von Tomoda auch die Synthese von Calpinactam.